# Veronika Šimková
Veronika Šimková (* 14. května 1998) je česká sportovní lezkyně a mistryně České republiky v lezení na obtížnost i v boulderingu.

## Výkony a ocenění
- 2016: jako jedna z mála českých lezkyň zvítězila ve dvou disciplínách MČR, navíc v jednom roce

### Závodní výsledky
| Mistrovství světa | Mistrovství světa |
| Rok               | 2016              |
| ----------------- | ----------------- |
| Obtížnost         | 57-59             |

| Světový pohár | Světový pohár      |
| Rok           | 2017               |
| ------------- | ------------------ |
| Bouldering    | 0                  |
| jednotlivě*   | 75-78,-, -,-,-,-,- |

* poznámka: nalevo jsou poslední závody v roce
| Mistrovství České republiky | Mistrovství České republiky | Mistrovství České republiky | Mistrovství České republiky |
| Rok                         | 2014                        | 2015                        | 2016                        |
| --------------------------- | --------------------------- | --------------------------- | --------------------------- |
| Obtížnost                   | —                           | —                           | 1                           |
| Bouldering                  | 5                           | 4                           | 1                           |

| Český pohár | Český pohár | Český pohár | Český pohár |
| Rok         | 2014        | 2015        | 2016        |
| ----------- | ----------- | ----------- | ----------- |
| Obtížnost   | 8           | 13          | 4           |
| jednotlivě* | -,5,-,5     | -,-,-,8     | ,5,5,       |
|             |             |             |             |
| Bouldering  | 6           | 8           | 8           |
| jednotlivě* | 6,6,-,5,-,  | 4,,-,-,-,8  | ,-,-,5,6,10 |

* poznámka: nalevo jsou poslední závody v roce
| Mistrovství světa juniorů | Mistrovství světa juniorů |
| Rok                       | 2015 kat. A               |
| ------------------------- | ------------------------- |
| Obtížnost                 | 32                        |
| Bouldering                | 15                        |

| Mistrovství Evropy juniorů | Mistrovství Evropy juniorů | Mistrovství Evropy juniorů | Mistrovství Evropy juniorů | Mistrovství Evropy juniorů |
| Rok                        | 2013 kat. B                | 2014 kat. A                | 2016 juniorky              | 2017 juniorky              |
| -------------------------- | -------------------------- | -------------------------- | -------------------------- | -------------------------- |
| Obtížnost                  | —                          | —                          | 29                         |                            |
| Bouldering                 | 20                         | 13-14                      | 18                         | 8                          |

| Evropský pohár juniorů | Evropský pohár juniorů | Evropský pohár juniorů | Evropský pohár juniorů | Evropský pohár juniorů | Evropský pohár juniorů |
| Rok                    | 2013 kat. B            | 2014 kat. A            | 2015 kat. A            | 2016 juniorky          | 2017 juniorky          |
| ---------------------- | ---------------------- | ---------------------- | ---------------------- | ---------------------- | ---------------------- |
| Obtížnost              | —                      | 0                      | 23                     | 34                     |                        |
| jednotlivě*            | —                      | -,35                   | 20,-,-17-18            | 29,-                   |                        |
|                        |                        |                        |                        |                        |                        |
| Bouldering             | 30                     | 26                     | —                      | 37-38                  | 26                     |
| jednotlivě*            | 19,-,-                 | 13-14,-,-              | —                      | 18,-,-,-,-             | 8,-,-,-,-              |

* poznámka: nalevo jsou poslední závody v roce